# Хут, Эрнст
Эрнст Хут (нем. Ernst Huth, 27 декабря 1845 — 5 декабря 1897) — немецкий ботаник и профессор грамматики.

## Биография
Эрнст Хут родился 27 декабря 1845 года.
Он был профессором грамматики во Франкфурте-на-Майне.
Эрнст Хут умер 5 декабря 1897 года.

## Научная деятельность
Эрнст Хут специализировался на папоротниковидных и на семенных растениях.

## Некоторые публикации
- 1891. Monographie der Gattung Paeonia.
- 1891. Clavis Riviniana.
- Plantae rariores et exoticae[3].

## Почести
Род растений Huthia Brand семейства Синюховые был назван в его честь.